# Il clan dei francesi
Il clan dei francesi (Les caïds) è un film del 1972 diretto da Robert Enrico.

## Trama
Il giovane Jock uccide la sua amata e il suo amante in uno scatto d'ira. André, testimone del delitto, aiuta Jock nascondendolo in una roulotte di un suo amico, Murelli, che poi lo aita a rifugiarsi presso una sua cugina in provincia. André e Murelli intanto stanno preparando una rapina che però verrà sventata da Jock che viene arrestato. Poi evade ma per poco tempo.